# Kościół św. Pantaleona w Kolonii
Kościół św. Pantaleona w Kolonii – kościół w południowej części Starego Miasta, jedna z 12 wielkich romańskich bazylik Kolonii.

## Historia i architektura
Kościół (niem. St. Pantaleon) mieści się przy ulicy Am Pantaleonsberg 2 i nosi wezwanie św. Pantaleona (męczennika z Nikomedii) oraz śś. Kosmy i Damiana. Ci święci patroni byli lekarzami i zapewne już w IX w. z kościołem był połączony szpital (przytułek). Czwartym patronem był św. Kwiryn, biskup.

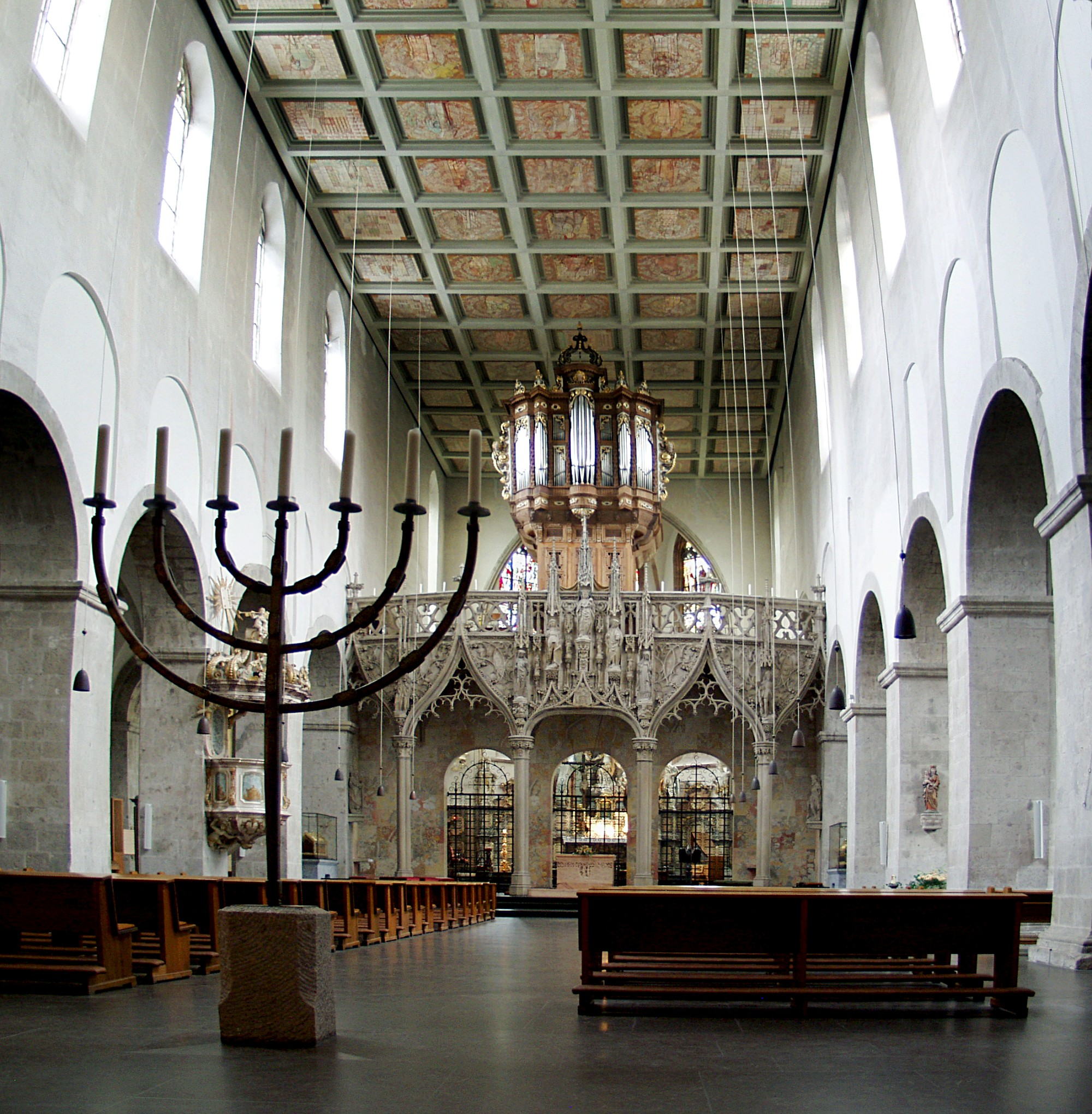
Wnętrze nawy głównej

Świątynia powstała na terenie przedmieścia starożytnej Kolonii. Pod dzisiejszą budowlą odkryto również resztki rzymskich budowli, m.in. willi. Po roku 350 (lub – według innych badaczy – dopiero w VI/VII w.) wzniesiono jednonawowy kościół z prostokątnym chórem, wokół którego istniał cmentarz. Pierwsza pisemna wzmianka o kościele pochodzi z roku 866. Ok. 957 abp Bruno I, brat cesarza Ottona I, założył przy nim klasztor benedyktynów (drugi – obsadzony przez tego samego fundatora mnichami iryjskimi – znajdował się przy kościele Wielkiego św. Marcina, (niem. Gross St. Martin), który otrzymał hojne nadania. Zakonnicy zostali sprowadzeni z opactwa św. Maksymina w Trewirze. Kościół klasztorny po przebudowie z dodaniem westwerku i transeptu poświęcono 24 października 980.
Już wkrótce, staraniem cesarzowej Teofano, siostrzenicy cesarza Bizancjum Jana I i żony Ottona II, w latach ok. 986–1000 przedłużono nawę ku zachodowi, wzniesiono nowy westwerk i apsydę oraz wykonano monumentalne rzeźby na fasadzie. Cesarzowa, która przeszczepiła tu ze wschodu kult św. Mikołaja, wybrała kościół na miejsce pochówku. W krypcie złożono również ciało abp. Brunona (zm. 965), czczonego jako świętego.
Za czasów opata Wolberona ok. 1160 jednonawowa świątynia ottońska otrzymała formę trzynawowej bazyliki romańskiej ze sklepionymi nawami bocznymi, a w związku z rozwojem miasta, znalazła się na jego terytorium. Zabudowania klasztorne z krużgankiem i budynek kapitularza (obecnie skarbca) z pocz. XIII w. wzniesiono od północy, od strony południowej założono cmentarz z kaplicą pw. Świętego Krzyża i Dwunastu Apostołów (niezachowana). W X–XIII w. słynne były pracownie rzemieślnicze opactwa, z których wychodziły emalie, wyroby z kości i kości słoniowej, rękopisy iluminowane oraz dzieła złotnictwa. Ściany świątyni zostały pokryte malowidłami.
Po 1618 nastąpiła barokizacja wystroju wnętrza, zbudowano gotycyzujące sklepienie w nawie głównej i nową trójboczną apsydę, przekształcono okna (Christoph Wamser). Wykonano malowidła ścienne i sklepienne ze scenami z życia Marii, św. Benedykta i św. Scholastyki. Później pojawiły się dalsze elementy wystroju. Po runięciu 1757 bocznych wież, odbudowano je w mocno obniżonej formie, środkowa otrzymała barokowy hełm, a przedsionek zachodni całkowicie rozebrano.

Podczas trwającej od 1794 francuskiej okupacji miasta w 1803 nastąpiła kasata klasztoru, a kościół zamieniono na stajnię. 

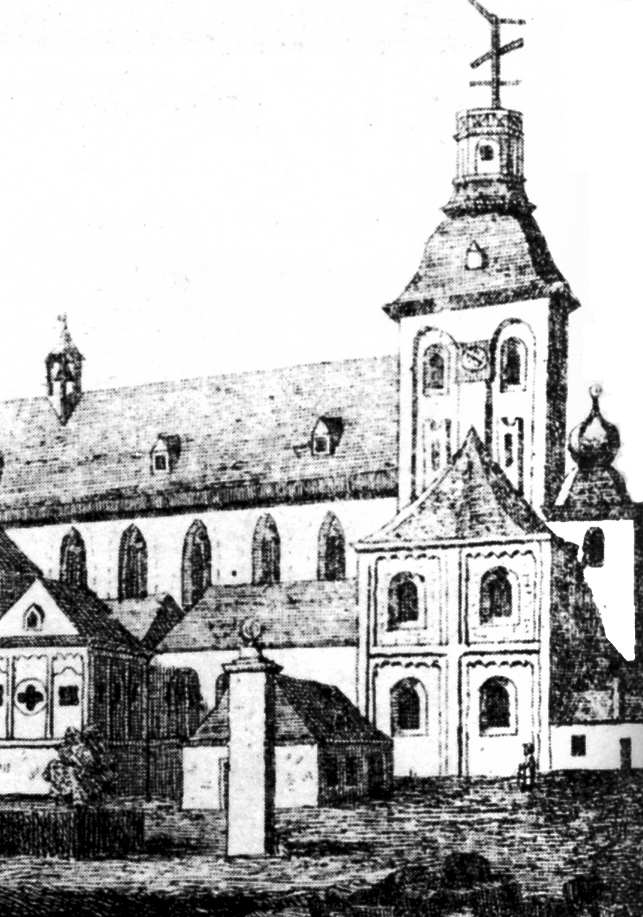
Telegraf optyczny na wieży kościoła, ok. 1832

Po przyłączeniu 1815 do Prus został ewangelickim kościołem garnizonowym (okresowo służącym jednak również żołnierzom-katolikom), a na wieży zainstalowano telegraf optyczny zapewniający szybką łączność z Berlinem. W latach 1890–1892 zrobiono rekonstrukcję westwerku w duchu romańskim (skracając jednak odbudowany przedsionek). Po I wojnie światowej i demilitaryzacji Nadrenii ewangelicy zamienili obszerną świątynię na mniejszy kościół kartuzów i kościół św. Pantaleona stał się katolickim parafialnym.
Podczas II wojny światowej zniszczeniu uległ dach, część murów i część wyposażenia (w tym malowidła ścienne i sklepienne), jednak najcenniejsze elementy w porę zabezpieczono. Podczas powojennej odbudowy starano się przywrócić architekturze formy romańskie, w związku z tym w nawie sklepienie ponownie zastąpiono stropem. W latach 1955 i 1962 prowadzono badania archeologiczne.
Podczas obchodów Światowego Dnia Młodzieży 2005 teren przy kościele był miejscem spotkania papieża Benedykta XVI z alumnami seminariów duchownych. Jako miejsce spoczynku cesarzowej Teofano, świątynia jest miejscem kontaktów ekumenicznych z przedstawicielami Kościołów Wschodnich, szczególnie prawosławnego i ormiańskiego. W 1991 powołano do życia społeczne Towarzystwo Przyjaciół Kościoła św. Pantaleona w Kolonii (niem. Der Freundeskreis St. Pantaleon e.V. Köln).

## Zabytki

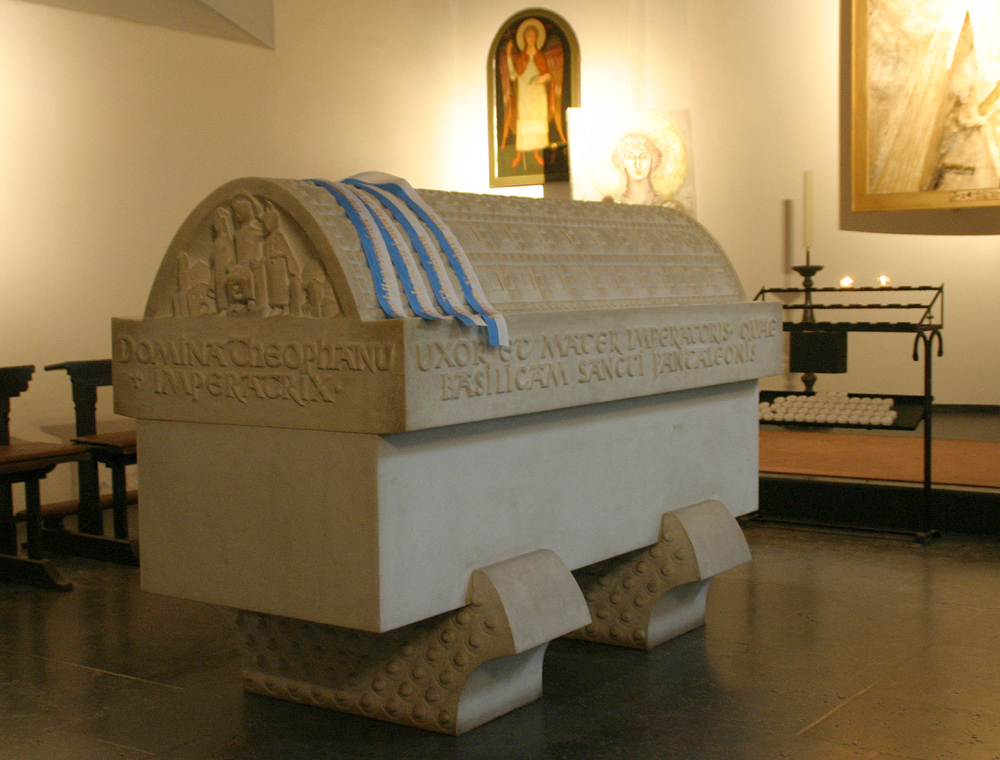
Sarkofag cesarzowej Teofano

Fragmenty najstarszych rzeźb kamiennych zebrano w lapidarium, otwartym w 1997 na emporze zachodniej.
Między prezbiterium a nawą znajduje się kamienne późnogotyckie lektorium z ok. 1503, o bogatej dekoracji rzeźbiarskiej. W 1696 ustawiono na nim organy (zbudowane 1652 i dotąd zawieszone na ścianie płd.) i przesunięto do zachodniej części nawy. Dopiero podczas odbudowy kościoła przestawiono je na obecne miejsce (w rzeczywistości pierwotna lokalizacja była nieco inna, gdyż na rzecz przestrzeni przeznaczonej dla mnichów odcinało również pierwsze przęsło nawy). W barokowym prospekcie organowym od 1963 znajduje się instrument firmy Johannes Klais z Bonn (34-głosowy, z 3 manuałami). Nowy ołtarz lektoryjny św. Krzyża z portugalskiego marmuru, nad którym zawieszono XIV-wieczny gotycki krucyfiks zaprojektował Elmar Hillebrand. W prezbiterium zachował się barokowy ołtarz główny z lat 1747–1749, gotyckie stalle zakonne z XIV w., a w oknach witraże z ok. 1620. Z tego samego czasu co ołtarz pochodzi ambona w nawie głównej. W końcu XV w. Tilman van der Burch wyrzeźbił podwójny nagrobek hrabiów von Moers (transept płd.), natomiast malowany tryptyk jest dziełem warsztatu Barthela Bruyna St. W kościele znajdują się ponadto 2 cenne relikwiarze, św. Mauryna z ok. 1170 i św. Albina (ok. 1186) oraz kilka gotyckich rzeźb.
W 1991 w związku z 1000. rocznicą śmierci cesarzowej Teofano, jej prochy złożono w ustawionym w westwerku sarkofagu z białego marmuru z wyspy Naksos, który wyrzeźbił Sepp Hürten w 1965. Później sarkofag przeniesiono do południowego ramienia transeptu. Dziełem Seppa Hürtena z 1961 jest płyta na sarkofagu założyciela klasztoru – św. Brunona – oraz stosowna płyta inskrypcyjna w posadzce prezbiterium nad kryptą.
Ze współczesnych dzieł sztuki godne wzmianki jest malowidło „Niebieskie Jeruzalem” na sklepieniu empory zachodniej (Gerhard Kadow, 1966) i stojący poniżej w nawie siedmioramienny świecznik (Rolf Bendgens, 1967). Drewniane drzwi w portalu zachodnim z wyobrażeniami patronów i fundatora kościoła rzeźbił Theo Heiermann. W latach 1992–1993 Dieter Hartmann wykonał malowidła na stropie nawy głównej (Drzewo Jessego i święci).
W północnej apsydzie bocznej prof. Elmar Hillebrand i Clemens Hillebrand zaprojektowali kaplicę ku czci św. Jose Maria Escriva de Balaguer, założyciela Opus Dei, którą 10 sierpnia 2006 poświęcił metropolita koloński, kardynał Joachim Meisner.
Dawne dzwony uległy zniszczeniu podczas wojny. 4 obecne odlał w latach 1956–1957 Hans Hüesker i noszą imiona świętych Pantaleona, Michała, Brunona i NMP, ważąc: 3, 2, 1,8 i 0,75 t.
W zbiorach Schnütgen-Museum znajduje się uszkodzony romański rzeźbiony tympanon portalu północnego z 3. ćwierci XII w.